# Зонгулдак
Зонгулдак (тур. Zonguldak) је град у Турској у вилајету Зонгулдак. Према процени из 2009. у граду је живело 104.604 становника.

## Становништво
Према процени, у граду је 2009. живело 104.604 становника.
| 1990.   | 2000.   |
| ------- | ------- |
| 117.975 | 104.276 |